# Pomyślne Wydarzenie
Pomyślne Wydarzenie (tur. Yeniçeri Vakâyi Hayriye) - 15 czerwca 1826 roku w Stambule janczarzy rozpoczęli bunt przeciwko reformie wojska przeprowadzanej przez Mahmuda II obawiając się utraty uprzywilejowanej pozycji. 15 czerwca bunt został krwawo stłumiony przez siły wierne sułtanowi. W następstwie tego wydarzenia 16 czerwca nastąpiło oficjalne rozwiązanie Korpusu Janczarów oraz utworzono podstawy nowej regularnej armii - Muallem Asakir-i Mansure-i Muhammadiye.

## Tło historyczne

### Słabnięcie Korpusu Janczarów

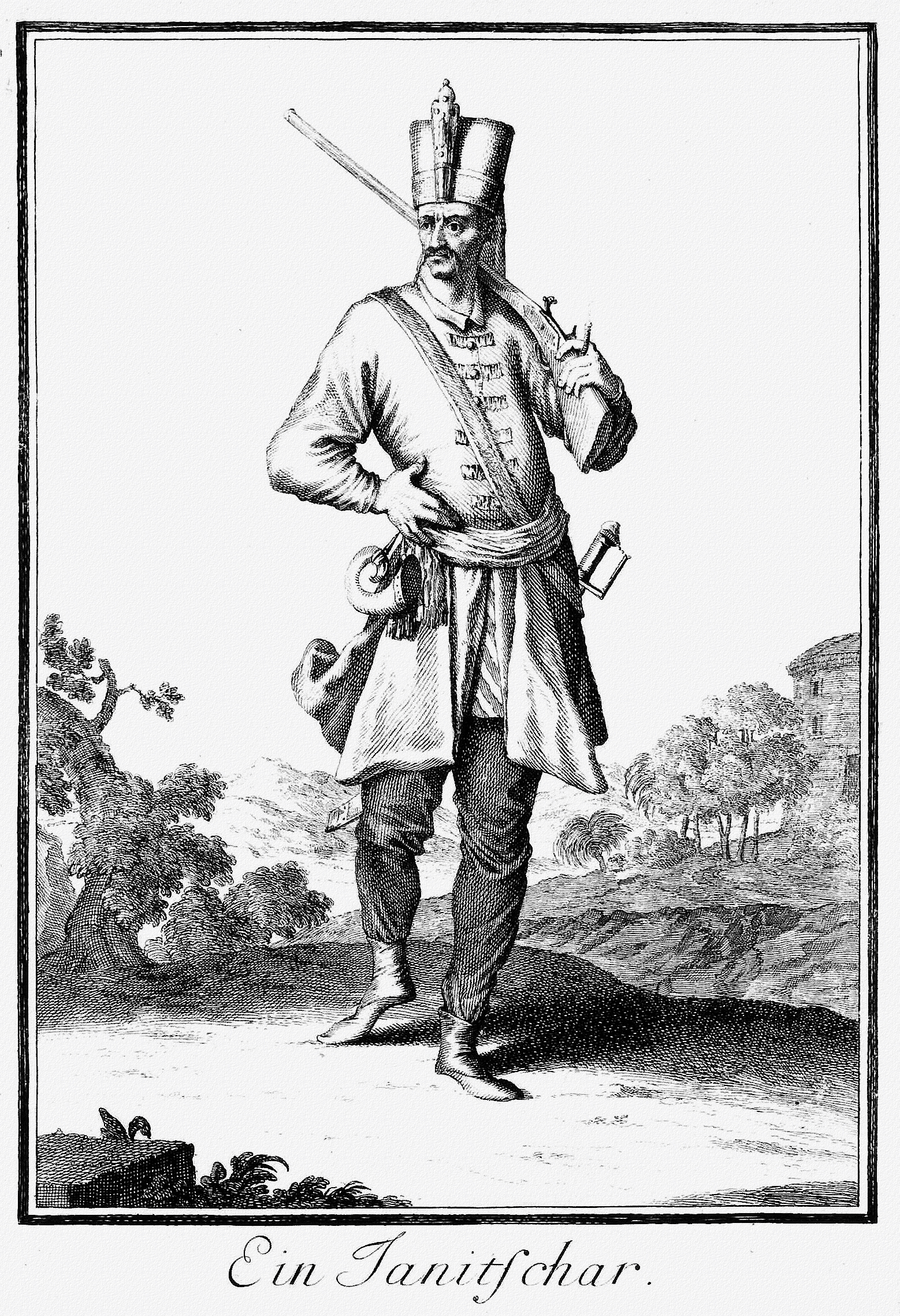
Janczar z muszkietem. Niepowodzenia w walkach wynikające z braku adaptacji janczarów do zmieniających się realiów wojny były jednym z powodów podejmowanych prób reformy tej jednostki.

Pod koniec XVI wieku rozpoczął się proces słabnięcia dyscypliny janczarów. Oddziały zaczęły korzystać z grajków, żonglerów, akrobatów i skoczków. Janczarzy zaczynali nocować w domach poza koszarami, zaczęli się żenić, zajmowali się handlem i rzemiosłem.
Wśród przyczyn osłabienia Korpusu Janczarów wymieniana jest zmiana sposobu rekrutacji janczarów, w wyniku czego Korpus utracił swoją jednorodność. W miarę wzrastania roli broni palnej rosło zapotrzebowanie na nowych rekrutów co doprowadziło do poluźnienia zasad przyjmowania nowych rekrutów i zezwolono Turkom i muzułmanom wstępować w szeregi. Stałe gaże (tur. ulufe) janczarów zachęcały nieodpowiednie osoby do niezgodnego z prawem wkradania się w szeregi Korpusu.
Przed rozwiązaniem Korpus Janczarów stał się wysokim obciążeniem dla finansów publicznych imperium, tym bardziej że w 1740 szukający dodatkowych wpływów do skarbca sułtan Mahmud I zaczął sprzedawać certyfikaty dla osób niebędących janczarami, które upoważniały te osoby do pobierania żołdu janczarskiego, powodując wzrost skorumpowania Korpusu. Korpus zachował swoją wpływową rolę w imperium, jednak słabł militarnie i na początku XVIII wieku stał się nieefektywną formacją wojskową.

### Nieudane reformy Selima III

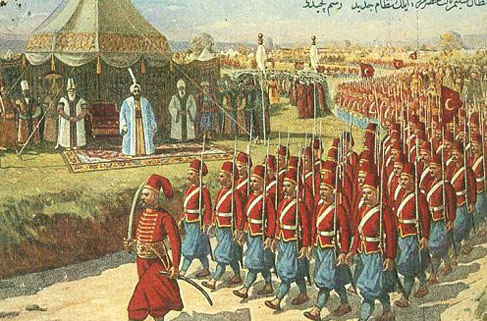
Parada oddziałów Nızam-ı Cedid, formacja na skutek buntu janczarów została rozwiązana w 1807 roku.

Po zawarciu w roku 1792 z Imperium Rosyjskim pokoju w Jassach sułtan Selim III rozpoczął program reform zwany "Nowym Porządkiem". Reformy wojskowe wstępnie obejmowały podniesienie skuteczności jednostek janczarów i spahisów. Wśród celów reform było zwiększenie dyscypliny, rozdzielenie funkcji administracyjnych od wojskowych (w celu zmniejszenia korupcji) i wyrzucenie osób pobierających poświadczenia bycia żołnierzem lecz faktycznie niesłużących w wojsku. Wewnętrzny opór systemu doprowadził do niepowodzenia tych zmian. Zamiast reformy już istniejących oddziałów postanowiono utworzyć nową armię. Do roku 1807 liczyła ona 30 tysięcy żołnierzy i była dobrze wyposażona i wyszkolona.
Reformy te przysporzyły Selimowi wrogów wśród poprzedniej kadry dowódczej. Większości ulemów nie podobały się wpływy francuskie. Ludność ponosiła tylko koszt finansowy tych reform nie odczuwając w zamian korzyści. Doszło do wzmocnienia roli notabli (ayan) którzy byli także odpowiedzialni za wystawienie oddziałów armii Nızam-ı Cedid.
W maju 1807 roku doszło do buntu pomocniczych oddziałów janczarskich z garnizonu w Stambule (prawdopodobnie insiprowanego przez konserwatywne kręgi dworskie). Sułtan nie podjął próby użycia nowego wojska do stłumienia buntu i zgodził się na rozwiązanie korpusów Nızam-ı Cedid oraz zwolnienia ze stanowisk osoby reformatorów. Mimo ustępstw został wrzucony do pałacowego więzienia i zdjęty z tronu w wyniku nałożonej na niego fatwy a nowym sułtanem został Mustafa IV. Selim został zamordowany przez swoich strażników w lipcu 1808 w zanim wojska Bayraktara Mustafy Paszy zdołały go uwolnić w trakcie marszu na Stambuł. Na tron wstąpił Mahmud II, kuzyn Selima i zwolennik reform.

### Reformy Mahmuda II

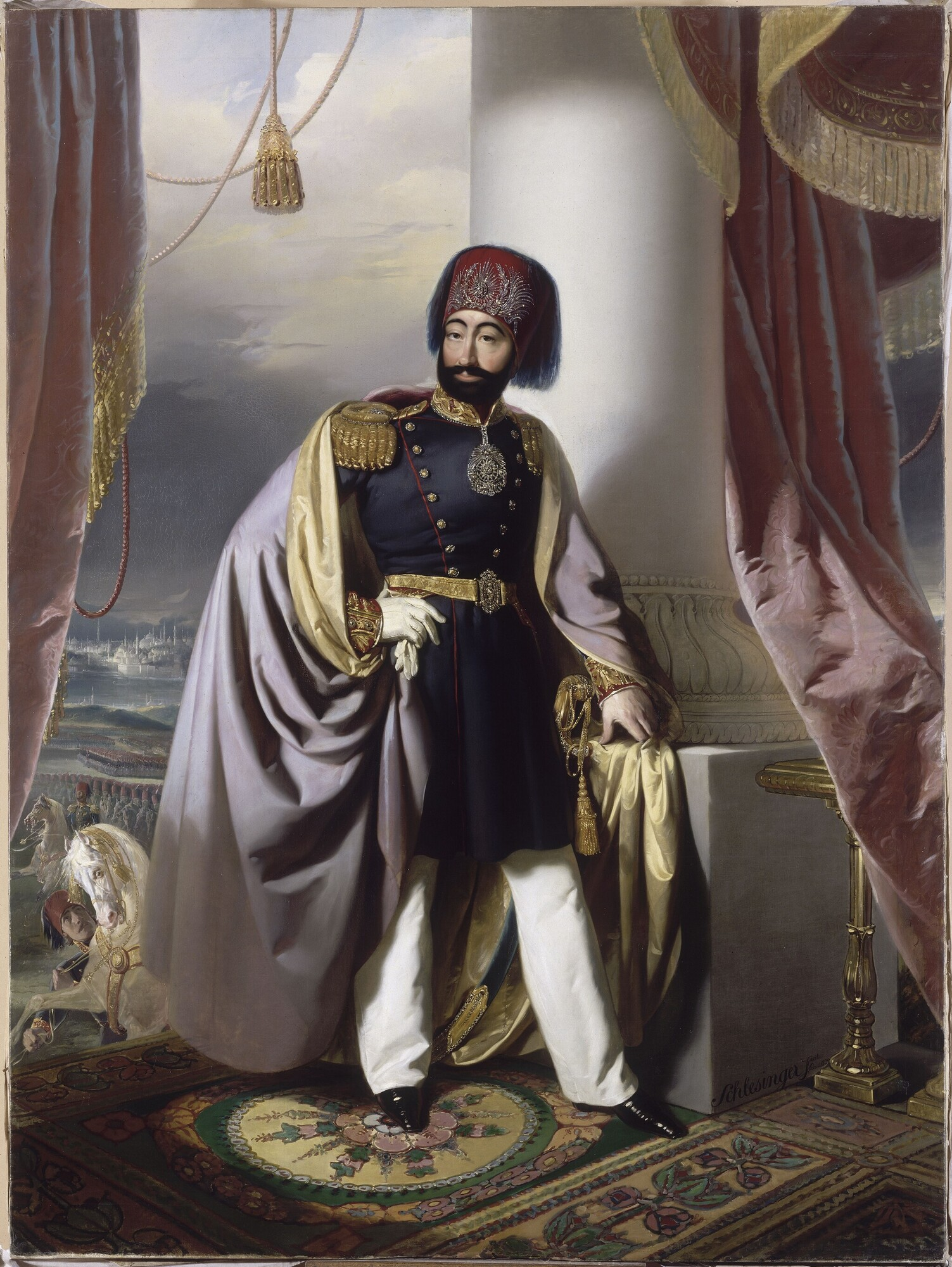
Mahmud II (1839 rok)

Mahmud II wstąpił na tron w 1808 roku i był zwolennikiem reform Nızam-ı Cedid. W obliczu nieudanych reform Selima III zdecydował się na ostrożne podejście do reform wojskowych. Nie zarządził większej reformy piechoty jednak popierał tworzenie małych i profesjonalnych oddziałów wojskowych (saperów, taborów, artylerii).
Nominował na stanowiska oficerskie swoich ludzi.
Sułtan zadbał o przychylność ulemów (którzy wcześniej mieli znaczący wpływ na upadek poprzednich prób reformatorskich), przestrzegał tradycji i rytuałów religijnych. Ulemowie lojalni sułtanowi awansowali na wyższe stanowiska.
Niemająca precedensu w Imperium kampania propagandowa mająca na celu uzyskanie szerokiego poparcia ludności ukazywała sułtana jako władcę stanowczego i oświeconego. W kontraście do tego ukazywana była degeneracja janczarów, zwłaszcza w porównaniu do nowoczesnej armii egipskiej przysłanej przez Muhammada Alego do tłumienia greckiego powstania.
Zimą 1825 roku i wiosną 1826 odbyły się spotkania i konsultacje z doradcami na których sformułowano strategię reform aby być przygotowanym gdy przyjdzie dogodny moment na ich realizację. Aga janczarów (Mehmed Celaleddin Ağa) oraz inni ważni oficerowie zostali przekonani do akceptacji reformatorskich planów sułtana. Następnie sułtan zebrał podpisy od najwyższych urzędników na oświadczeniu o poparciu reform.
28 i 29 maja 1826 roku w wyniku miernych działań janczarskich w trakcie kampanii w Grecji wydał dekret, który ożywiał ideę armii Nızam-ı Cedid, nowa armia miała jednak nosić nową nazwę Muallem Asakir-i Mansure-i Muhammadiye. Do nowego korpusu skierowanych miało zostać po 150 janczarów z każdego batalionu. Mimo zapewnienia janczarom udziału w tworzeniu nowej armii poczuli się dotknięci utratą swojego monopolu i przywilejów.
12 czerwca na placu At Meydanı nowe oddziały (tur. eşkinciyan) w obecności dygnitarzy uroczyście poznały swoich nowych oficerów oraz otrzymały mundury i muszkiety.
W obliczu działań podważających pozycję janczarów, część oficerów która wcześniej zaakceptowała reformy zaczęła organizować bunt. Obietnica sułtana dla rzemieślników pobierających żołd janczarskich że będą mogli go pobierać dożywotnio, nie wystarczyła do ich uspokojenia. Sułtan przezornie nakazał podwyższony stan gotowości w oddziałach mu lojalnych, w tym u altyrerzystów i garnizonach chroniących Bosfor.

## Przebieg
W nocy z 14 na 15 czerwca janczarzy powywracali kotły z zupą i rozpoczęli bunt. Następnego dnia dołączyli do nich rzemieślnicy oraz osoby oburzone zmianami w tradycjach wojskowych. Grupy buntowników ruszyły po Stambule rabując dobra Porty oraz domy stronników nowej armii (w tym pałac wielkiego wezyra).
Sułtan był jednak na to przygotowany gdyż część wojsk, oficerów i ulemów pozostała mu wierna. Błyskawicznie wrócił do pałacu Topkapi a następnie odrzucił żądania janczarów. W pałacu rozwinięty został Sztandar proroka a w miasto ruszyli zwolennicy sułtana wzywając wiernych do ataku na janczarów.
Janczarzy na terenie koszar na At Meydanı zostali oblężeni przez wojska wierne sułtanowi. Artyleria w ciągu 30 minut zdziesiątkowała szeregi janczarów i ich opór został załamany. Po zburzeniu bram i wdarciu się wojska wszyscy janczarzy pozostali na placu zostali wymordowani. Następnie przystąpiła do ostrzału koszar janczarów w których zabarykadowali się pozostali buntownicy, koszary zostały podpalone wraz z buntownikami. Ci z janczarów którzy uszli z życiem zostali wyłapani i wymordowani, zginęło co najmniej 5 tysięcy osób.

## Następstwa
W czerwcu w połączeniu z egzekucjami wiele ciał leżało w wodach Morza Marmara pod murami miasta. W lipcu rozpoczęła się zaraza, która po nadejściu sierpniowych upałów doprowadziła do licznych śmierci.
Następnego dnia, 16 czerwca, Korpus Janczarów został oficjalnie rozwiązany. Rozwiązane zostały także oddziały sipahów. W kolejnych tygodniach rozwiązane i zlikwidowane zostały wszystkie garnizony janczarskie na prowincjach. Większość garnizonów została wzięta z zaskoczenia i zdemobilizowana. Żołnierze w większości wrócili w szeregi społeczeństwa. Egzekucje i zsyłki przeprowadzone były tylko w miejsach gdzie stawiony został opór (Izmit, Widyń, Edirne) . Państwo pozostało bez zorganizowanych sił zbrojnych wobec czego sułtan skierował swoje wysiłki na organizację nowych sił zbrojnych Mansure (Wyszkoleni Zwycięscy Żołnierze Mahometańscy).
Rozwiązany został zakon derwiszy bektaszyckich, który był związany z janczarami od XV wieku. Wielu członków zakonu zostało zabitych a pozostali zostali poddani nadzorowi przez ortodoksyjny zakon nakszibendi. Dopiero w II połowie XIX wieku doszło do odrodzenia kultury i praktyk religijnych bektaszytów.
Ulemowie utracili swoje zbrojne ramię. Sułtan korzystając z ich osłabienia poddał rządowej kontroli majątki fundacji religijnych (evkaf) do czego z czasem stworzony został dyrektoriat (a później ministerstwo). Narzucona została im hierarchiczna struktura na czele której stał szejhulislam (główny mufti).
Podjęta została próba usunięcia pamięci o janczarach, spalono liczne rejestry przechowywane w Hagia Eirene, dotyczące ich pochodzenia, rekrutacji i życia codziennego. Zniszczone zostały groby na cmentarzach janczarów. Sułtan Mahmud II w celu upamiętnienia zwycięstwa, nadał nazwę nowemu meczetowi - Meczetu Boskiego Zwycięstwa.